# Massacres de Monguno et Goni Usmanti
Les massacres de Monguno et Goni Usmanti ont lieu le 13 juin 2020 pendant l'insurrection de Boko Haram.

## Déroulement
Le 13 juin 2020, les djihadistes de l'État islamique en Afrique de l'Ouest lancent un raid sur la ville de Monguno, qui abrite une base militaire et plusieurs dizaines de milliers de civils déplacés,. Ils entrent dans la ville à 11 h 45 sur deux points et affrontent l'armée pendant deux heures.  
Ce sont peut-être les mêmes combattants qui quelques heures plus tard attaquent le village isolé de Goni Usmanti, situé à Nganzai, à une soixantaine de kilomètres de Monguno,,. Ils affrontent d'abord brièvement les miliciens locaux, avant d'abattre les habitants fuyant le village. Ils ouvrent également le feu sur un camion rempli de commerçants, avant de l'incendier avec ses occupants toujours à l’intérieur.

## Bilan humain
Le 14 juin, l'AFP indique selon des habitants, 38 personnes au moins ont été massacrées à Goni Usmanti. Le chef de la milice locale, Babakura Kolo, déclare que six miliciens figurent parmi les 38 victimes. 
Une milice locale et un habitant déclarent pour leur part à l'AFP qu'au moins 15 personnes ont été tuées à Monguno. Selon Bukar Ari, un membre de la milice d’autodéfense locale, parmi les 15 morts de Monguno figurent neuf soldats, un milicien et cinq civils. 
L'armée nigériane affirme pour sa part avoir tué 20 djihadistes en « repoussant victorieusement » l'attaque sur Mongumo. Elle ne fait pas état de pertes dans ses rangs et n'évoque pas l'attaque de Goni Usmanti.
L'ONU, qui dispose à Monguno d'un centre où sont employés 50 travailleurs humanitaires, indique que « de nombreux civils ont été tués, dont une fillette de 4 ans » et fait état d'au moins 37 blessés. Le centre subit peu de dégâts, cependant un engin explosif ne s'étant pas déclenché est retrouvé à sa porte, tandis que plusieurs véhicules et des bâtiments de l'ONU situés à l'extérieur du centre sont incendiés.

## Réaction
L'attaque de Monguno est condamnée par le Secrétaire général de l'ONU António Guterres. Le Coordinateur humanitaire au Nigéria, Edward Kallon déclare être « profondément attristé par la nouvelle selon laquelle de nombreux civils, dont un enfant innocent, ont perdu la vie dans ces horribles attaques. Je suis consterné par la poursuite des attaques violentes lancées par des groupes armés non étatiques dans des zones civiles de l'État de Borno ».